# Théâtre pour enfants de la République serbe

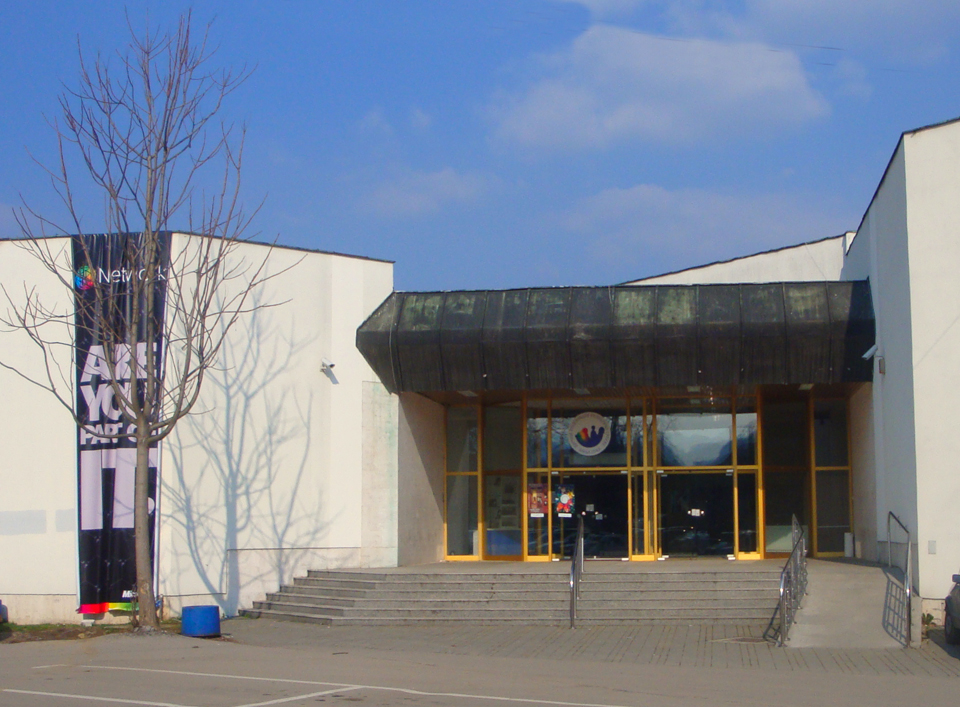
Théâtre pour enfants de la République serbe de Bosnie

Le Théâtre pour enfants de la République serbe (en serbe cyrillique : Дјечије позориште Републике Српске ; en serbe latin : Dječije pozorište Republike Srpske) est un théâtre situé à Banja Luka, la capitale de la république serbe de Bosnie, en Bosnie-Herzégovine. Il a été fondé le 30 décembre 1955. Le théâtre présente essentiellement des spectacles de marionnettes.

## Histoire
Le Théâtre pour enfants de la République serbe a été créé le 30 décembre 1955 et il a présenté ses premiers spectacles en mai et octobre 1956.

## Répertoire
Le Théâtre pour enfants de Banja Luka compte à son répertoire plusieurs spectacles privilégiés, parmi lesquels on peut citer Le Prince triste (Tužni princ) de Predrag Bjelošević, un de ses plus grands succès.

## International
Depuis 1998, le théâtre voyage régulièrement à l'étranger, à Varsovie, Sofia, Londres, Magdebourg, Moscou, Pérouse, Crémone, Belgrade, Ljubljana, Sarajevo, Novi Sad etc. Il a remporté également de nombreuses récompenses lors de festivals internationaux. Depuis 2002, il organise le Festival international des théâtres pour enfants de Banja Luka, auquel participe chaque année une dizaine de pays.